# Gewerkschaften in Serbien
Die Gewerkschaften in Serbien gehören zum größten Teil einem der fünf Gewerkschaftsbünde an:
| Name des Gewerkschaftsbunds                                                                               | Mitglieder      | Zugehörigkeit zu einem Internationalen Gewerkschaftsverband |
| --- | --------------- | ----------------------------------------------------------- |
| Savez Samostalnih Sindikata Srbije, SSSS (Bund der selbstständigen Gewerkschaften Serbiens)               | 350.000         | EGB, IGB                                                    |
| Ujedinjeni granski sindikati Nezavisnost, UGS Nezavisnost (Vereinigte Branchengewerkschaften Nezavisnost) | 114.000         | EGB, IGB                                                    |
| Konfederacija Slobodnih Sindikata, KSS (Konföderation der freien Gewerkschaften)                          | 100.000–180.000 |                                                             |
| Udruzeni Sindikati Srbije Sloga, USS SLOGA (Vereinigte Gewerkschaften Serbiens Sloga)                     |                 | Weltgewerkschaftsbund (WGB)                                 |
| Asocijacija Slobodnih Nezavisnih Sindikata, ASNS (Assoziation der freien und unabhängigen Gewerkschaften) |                 |                                                             |

## Geschichte
Die Konföderation der freien Gewerkschaften ist Nachfolgerin des Bundes der Autonomen Gewerkschaften Jugoslawiens (SSJ), der sich 1990 auflöste. Unter Slobodan Milosevic war sie privilegierter Partner der Regierung bei kollektiven Verhandlungen. Auch wurden ihre Mitglieder z. B. bei der Benzinverteilung bevorzugt. Eine Tochterorganisation repräsentiert die Serben im Kosovo.
Die USS Sloga knüpfen an die Tradition des 1909 in Cleveland (Ohio) von serbischen Emigranten in den USA und Kanada gegründeten Savez Sjedinjenih Srba „Sloga“ („Eintracht)“ an.

## Mitgliedsgewerkschaften, internationale Kontakte
Mitgliedsgewerkschaften des SSSS sind u. a. (in Klammern jeweils: Mitgliederzahlen, Zugehörigkeit zu einer Globalen Gewerkschaftsföderation):
- Samostalni sindikat zaposlenih u poljoprivredi, prehrambenoj, duvanskoj industriji i vodoprivredi, PPDIV
(Selbstständige Gewerkschaft der Beschäftigten in Landwirtschaft, Ernährung, Tabakindustrie und Wasserverwaltung)
(15.369 EFFAT);
- Samostalni sindikat metalaca Srbije, SSMS
(Selbstständige Gewerkschaften der Metallarbeiter Serbiens)
(32.000 IndustriAll Europe, IndustriAll);
- Sindikat zaposlenih u zdravstvu i socijalnoj zastiti Srbije
(Gewerkschaft der Beschäftigten im Gesundheitswesen und sozialem Schutz Serbiens)
(52.000 EPSU, PSI);
- Sindikat kulture Srbije (Kulturgewerkschaft).

Mitgliedsgewerkschaft der UGS ist u. a.:
- Granski sindikat Industrije, engeretike rudarstva »Nezavisnost«, IER Nezavisnost
(Branchengewerkschaft der Industrie und Energie Nezavisnost)
(IndustriAll Europe, IndustriAll).

Mitgliedsgewerkschaft der KSS sind u. a.:
- Unija sindikata prosvetnih radnika Srbije, USPRS
(Union der Gewerkschaften der Beschäftigten im Bildungswesen Serbiens)
(27.000 );
- Jedinstveni sindikat Telekoma Srbije, JSTS
(Gewerkschaft der Telekom Serbiens)
(4.000).